# Орлан-белохвост (монета)
«Орлан-белохвост» (укр. Орлан-білохвіст) — памятная монета номиналом 2 гривны, выпущенная Национальным банком Украины, посвящена Орлану-белохвосту — одному из крупнейших представителей хищных птиц Евразии, исчезающему виду (отряд — Ястребиные), который включён в Красную книгу Украины и Европейский Красный список животных и растений, находящихся под угрозой исчезновения.
Монета введена в обращение 10 июля 2019 года. Она относится к серии «Флора и фауна» .

## Описание монеты и характеристики
| Номинал, грн | Металл     | Тираж                                           | Дата введения в оборот |
| ------------ | ---------- | ----------------------------------------------- | ---------------------- |
| 2            | нейзильбер | 45000 (В том числе 20000 в сувенирной упаковке) | 10.07.2019             |

### Аверс

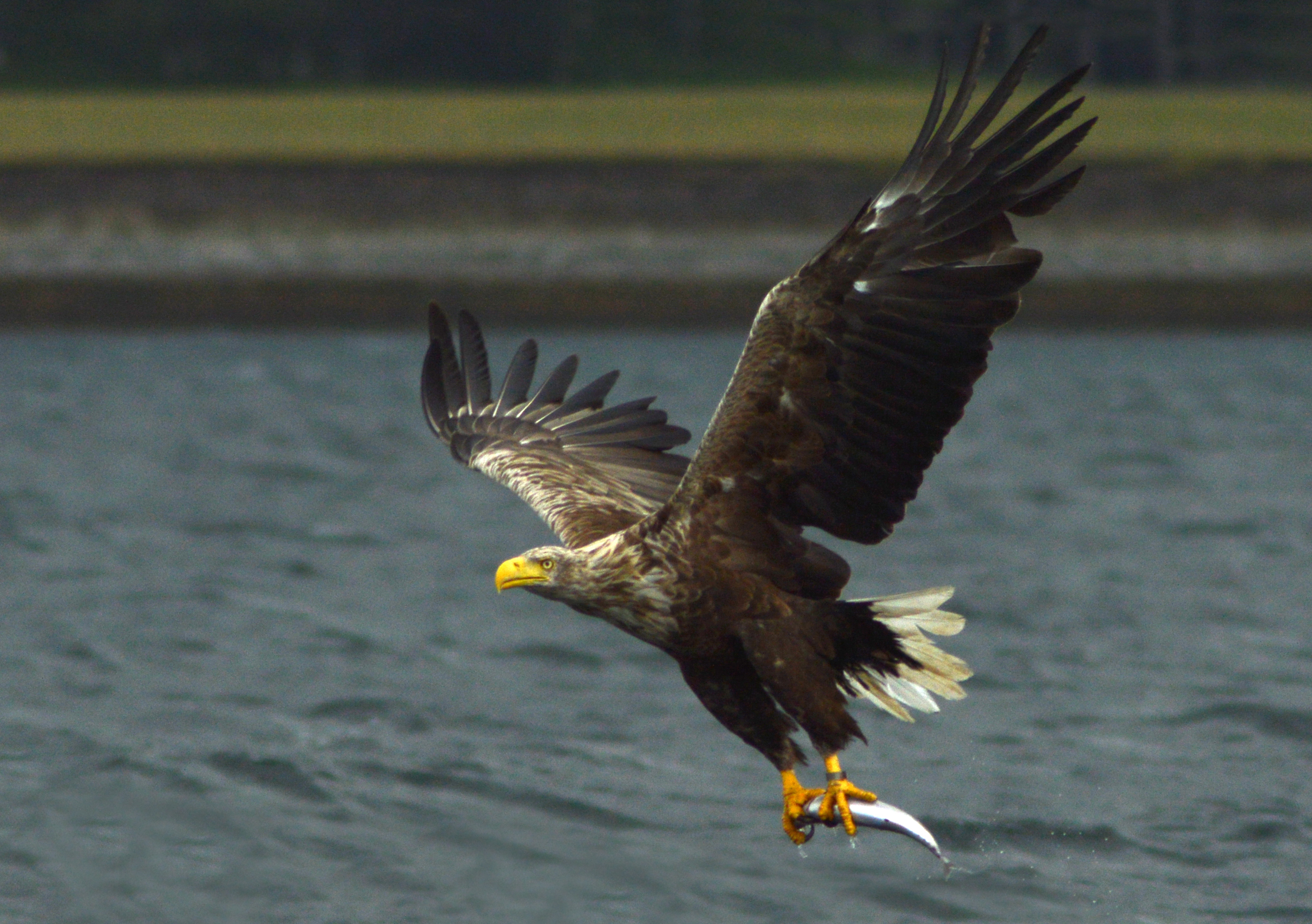
Орлан-белохвост во время охоты

На аверсе монеты в обрамлении венка, образованного из изображений отдельных видов флоры и фауны, размещен малый Государственный Герб Украины и надписи: «УКРАЇНА/2/ГРИВНІ/2019» и логотип Банкнотно-монетного двора Национального банка Украины.

### Реверс
На реверсе монеты изображен орлан-белохвост в полете (цветное изображение, использована тампопечать) и надписи полукругом: «ОРЛАН-БІЛОХВІСТ» (внизу), «HALIAEETUS ALBICILLA» (справа).

## Авторы
- Художник — Демьяненко Владимир, Jacob Spinks (автор фото).
- Скульптор — Демьяненко Владимир.

## Стоимость монеты
При вводе монеты в обращение в 2019 году, Национальный банк Украины реализовывал монету по цене 58 гривен.